# Seznam hradů v Karlovarském kraji
Seznam hradů nacházejících se v Karlovarském kraji, seřazených podle abecedy:

## A
- Andělská Hora

## B
- Bečov nad Teplou
- Boršegrýn

## D
- Doupov

## F
- Freudenstein
- Funkenštejn

## H
- Hartenberg
- Hartenštejn
- Hauenštejn
- Hazlov
- Himlštejn
- Hradiště
- Hungerberg

## Ch
- Cheb
- Chyše

## K
- Kager
- Kleinštejn
- Kraslice
- Kynšperk nad Ohří
- Kynžvart

## L
- Libá
- Liebeneck
- Loket

## M
- Maleš
- Mazanec

## N
- Nejdek
- Neuberg
- Neuhaus
- Nevděk

## O
- Ostrov

## P
- Plikenštejn
- Pomezná

## R
- Rusov

## S
- Seeberg
- Skalka
- Sokolov
- Starý Hrozňatov
- Starý Rybník

## Š
- Štědrá
- Štědrý hrádek

## T
- Toužim

## V
- Václavský hrad
- Valeč
- Vildštejn

## Z
- Zámecká věž

## Ž
- Žlutice